# Bilheteira dos cinemas em Portugal em 2004
Lista com o valor das receitas em euros (€) e o número de espectadores dos principais filmes lançados nos cinemas em Portugal, no ano de 2004.

## Os 20 filmes mais vistos
| #  | Estreia                 | Filme                                   | Receita bruta  | Espectadores |
| -- | ----------------------- | --------------------------------------- | -------------- | ------------ |
| 1  | 11 de março de 2004     | Shrek 2                                 | 3 153 924,51 € | 770 414      |
| 2  | 1 de julho de 2004      | A Paixão de Cristo                      | 3 006 849,33 € | 720 840      |
| 3  | 29 de julho de 2004     | Harry Potter e o Prisioneiro de Azkaban | 2 182 921,99 € | 532 793      |
| 4  | 8 de janeiro de 2004    | O Último Samurai                        | 2 216 900,06 € | 525 944      |
| 5  | 27 de maio de 2004      | O Dia Depois de Amanhã                  | 1 981 936,83 € | 475 678      |
| 6  | 15 de julho de 2004     | Homem-Aranha 2                          | 1 924 788,11 € | 469 265      |
| 7  | 13 de maio de 2004      | Troia                                   | 1 825 964,83 € | 433 778      |
| 8  | 25 de novembro de 2004  | The Incredibles - Os Super-Heróis       | 1 536 954,47 € | 372 997      |
| 9  | 26 de fevereiro de 2004 | Alguém Tem que Ceder                    | 1 413 036,19 € | 337 394      |
| 10 | 9 de novembro de 2004   | Terminal de Aeroporto                   | 1 331 840,84 € | 311 289      |
| 11 | 12 de agosto de 2004    | Rei Artur                               | 1 236 613,23 € | 293 649      |
| 12 | 17 de dezembro de 2003  | O Senhor dos Anéis: O Regresso do Rei   | 1 188 041,41 € | 281 890      |
| 13 | 30 de setembro de 2004  | Shark Tale                              | 1 130 709,10 € | 274 648      |
| 14 | 12 de fevereiro de 2004 | Scary Movie 3 - Outro Susto de Filme    | 1 060 398,62 € | 262 104      |
| 15 | 19 de agosto de 2004    | Garfield - O Filme                      | 1 034 611,99 € | 256 244      |
| 16 | 18 de novembro de 2004  | O Novo Diário de Bridget Jones          | 1 057 303,97 € | 245 280      |
| 17 | 7 de outubro de 2004    | Colateral                               | 1 047 528,08 € | 242 373      |
| 18 | 23 de setembro de 2004  | A Vila                                  | 1 021 917,47 € | 240 805      |
| 19 | 9 de dezembro de 2004   | O Tesouro                               | 1 002 791,20 € | 239 422      |
| 20 | 6 de maio de 2004       | Van Helsing                             | 875 157,53 €   | 209 708      |

## Exibição por distrito / região autónoma
| Distrito         | Ecrãs | Lugares | Sessões | Receita bruta   | Espectadores |
| ---------------- | ----- | ------- | ------- | --------------- | ------------ |
| Aveiro           | 21    | 4 017   | 26 055  | 2 406 734,65 €  | 576 645      |
| Beja             | 6     | 1 421   | 244     | 24 501,12 €     | 12 465       |
| Braga            | 33    | 5 816   | 32 223  | 3 526 026,33 €  | 896 682      |
| Bragança         | 3     | 444     | 2 586   | 124 218,50 €    | 35 122       |
| Castelo Branco   | 4     | 989     | 982     | 203 660,50 €    | 59 726       |
| Coimbra          | 11    | 1 929   | 13 977  | 2 059 880,38 €  | 505 641      |
| Évora            | 4     | 738     | 2 213   | 411 293,60 €    | 106 558      |
| Faro             | 29    | 4 646   | 39 519  | 4 779 927,19 €  | 1 152 957    |
| Guarda           | 2     | 631     | 402     | 121 428,64 €    | 32 617       |
| Leiria           | 14    | 3 239   | 7 601   | 1 311 379,15 €  | 350 980      |
| Lisboa           | 152   | 27 638  | 223 774 | 29 687 843,09 € | 6 652 477    |
| Portalegre       | 3     | 609     | 140     | 23 002,35 €     | 8 421        |
| Porto            | 86    | 16 374  | 110 641 | 14 688 180,79 € | 3 999 577    |
| Santarém         | 14    | 2 474   | 11 964  | 1 060 699,89 €  | 281 211      |
| Setúbal          | 51    | 12 352  | 53 675  | 6 934 892,82 €  | 1 538 228    |
| Viana do Castelo | 8     | 1 875   | 5 535   | 677 125,72 €    | 174 372      |
| Vila Real        | 9     | 1 350   | 2 094   | 206 666,80 €    | 53 055       |
| Viseu            | 9     | 1 894   | 1 993   | 241 707,50 €    | 59 596       |
| Açores           | 4     | 562     | 5 713   | 627 946,25 €    | 163 674      |
| Madeira          | 7     | 1 486   | 10 519  | 1 968 130,10 €  | 467 809      |
| Total nacional   | 470   | 90 484  | 551 850 | 71 085 245,37 € | 17 127 813   |